# جون تومسون هوفمان

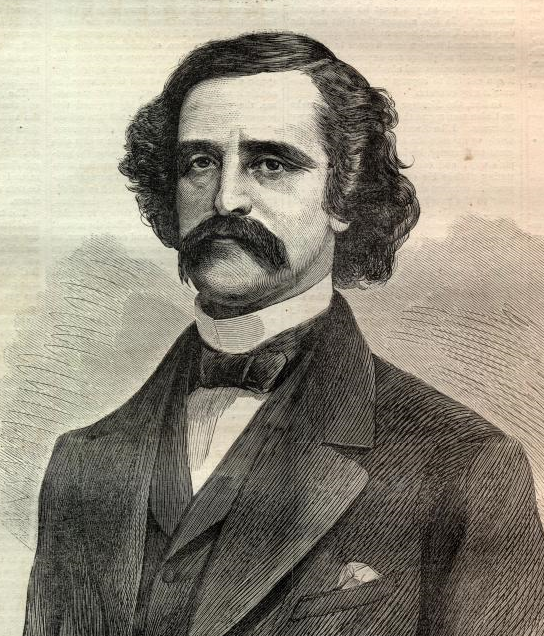
جون تومسون هوفمان

وهو سياسي أمريكي ينتمي إلى الحزب الديموقراطي كان حاكما على ولاية نيويورك الأمريكية ولد جون تومسون هوفمان في 10 يناير من سنة 1828 في أوسينينغ بولاية نيويورك بدأهوفمان حياته المهنية كمحامي في عام 1849 في مانهاتن شغل هوفمان منصب رئيس بلدية مدينة نيويورك ما بين عامي 1866 إلى عام 1868 وكما شغل جون تومسون هوفمان منصب حاكم ولاية نيويورك ما بين عامي 1869 إلى عام 1872 توفي جون تومسون هوفمان في 24 مارس من سنة 1888 في ألمانيا.